# La tumba (Lovecraft)
La tumba (The Tomb en inglés) es un relato de terror del escritor norteamericano H. P. Lovecraft escrito en junio de 1917 y publicado en 1922 en The Vagrant.

## Argumento
Sedibus ut saltem placidis in morte quiescam. (“En un lugar placentero, cuando muera, me sea dado descansar”).
Tras esta cita de Virgilio, el narrador arremete contra el prosaico materialismo que no duda en tachar de locuras a los destellos de clarividencia que traspasan el vulgar velo del empirismo chabacano.
Jervas Dudley, un soñador y visionario, adinerado, negado para los estudios e inepto en el trato social, reside ahora en un manicomio. Es aquí donde, ciñéndose a los sucesos sin entrar a analizar las causas, cuenta su historia.
A la edad de diez años, encuentra en una hondonada boscosa cercana a su casa, en donde ha conocido a las dríadas tutelares de los árboles, atisbando sus salvajes danzas con los fieros rayos de la luna menguante, la tumba de los Hydes.

Esta cripta de la que hablo es de viejo granito, carcomido y descolorido por brumas y humedades durante generaciones. Excavado en la ladera, tan sólo la entrada de la estructura resulta visible. La puerta, un bloque pesado e imponente de piedra, cuelga sobre oxidados goznes de hierro, y se encuentra entornada de forma extraña y siniestra, mediante pesadas cadenas y candados, siguiendo una rústica costumbre de hace medio siglo.

La mansión de los Hydes, que coronaba la cuesta donde se halla la tumba, sucumbió por el fuego originado por un rayo. Azuzado por voces procedentes del interior de la cripta, decide penetrar hasta las oscuras profundidades que parecen reclamarle. Pero las cadenas se lo impiden.
Leyendo a Plutarco, conoce la historia de Teseo, que siendo niño no pudo mover la gran roca bajo la cual habría de encontrar las señales de su destino. Tuvo que hacerse adulto para tener las suficientes fuerzas para moverla. Como Teseo, Jervas decide esperar él también.
Mientras tanto, descubre que sus propios antepasados maternos mantenían un ligero parentesco con los Hydes. Esto estimula sus deseos de entrar en la cripta.
Un día, ya adulto, estando frente a ésta, cree ver una luz por el resquicio de la puerta entornada. Sin vacilar, va a su casa y en un viejo arcón del ático, encuentra la llave que le permitirá abrir la puerta de la cripta. Ya en su tenebroso interior, entre los ataúdes, encuentra uno vacío.

Un extraño impulso me llevó a encaramarme a la amplia losa, apagar la vela y yacer dentro de la caja desocupada.

Acude cada noche a la tumba. Sus modales, antes retraídos, se van volviendo inesperadamente mundanos. Sus padres, alarmados, hacen que un sirviente le espíe para saber qué es lo que hace. Al salir en una ocasión de la cripta, Jervas descubre al espía escondido entre la maleza. Entonces es él quien espía lo que este le cuenta a su padre. Sorprendido, escucha al sirviente contar que ha pasado toda la noche, no en el interior de la cripta, sino fuera, frente a ella.
Poco después, Jervas se sorprende al contemplar la derruida mansión de los Hydes en todo su esplendor. Estos dan una fiesta. Él acude también. Pero entonces un rayo prende fuego a la casa. Todos huyen, menos él, que queda inmovilizado por el terror. Teme entonces que si queda reducido a cenizas, sus restos no yacerán en un ataúd dentro de la cripta, como es su anhelo.
Enloquecido, es encontrado por su padre y un sirviente en un sótano de la mansión derruida, donde también es encontrado un viejo retrato de un joven que es la viva imagen de Jervas.
En el manicomio, recibe la visita de su padre, que le dice que, examinada la puerta de la cripta, ésta nunca ha sido abierta en los últimos cincuenta años. Que muchas personas le han visto durmiendo frente a ella. Tan solo Hiram, un viejo criado, le cree. Este ha logrado forzar el cerrojo y ha entrado en la cripta.

En una losa, en el interior de un nicho, descubrió un ataúd viejo, pero vacío, en cuya deslustrada placa reza esta simple palabra: «Jervas». En ese ataúd y en esa cripta me ha prometido que seré sepultado.